# Liste des édifices labellisés « Architecture contemporaine remarquable » de Seine-et-Marne
Cet article recense les édifices labellisés « Architecture contemporaine remarquable » de Seine-et-Marne, en France.
Le label « Architecture contemporaine remarquable » remplace depuis 2016 l'ancien label « Patrimoine du XXe siècle ». Il ne prend en compte que des édifices de moins de 100 ans à la date de labellisation, et qui ne sont pas protégés comme monuments historiques.
Au début 2024, la Seine-et-Marne compte 10 édifices ainsi labellisés.

## Liste
| Monument                                    | Commune             | Adresse                       | Coordonnées                      | Notice     | Date | Illustration                                |
| ------------------------------------------- | ------------------- | ----------------------------- | -------------------------------- | ---------- | ---- | ------------------------------------------- |
| Église Notre-Dame-de-Toutes-les-Protections | Champagne-sur-Seine | 149 rue Grande                | 48° 23′ 32″ nord, 2° 48′ 20″ est | ACR0000729 | 2011 | Église Notre-Dame-de-Toutes-les-Protections |
| Église Saint-François-d'Assise              | Champagne-sur-Seine | 19 rue des Prés               | 48° 23′ 28″ nord, 2° 48′ 11″ est | ACR0000730 | 2011 | Église Saint-François-d'Assise              |
| Lycée Jules-Ferry                           | Coulommiers         | 4 rue Henri-Dunant            | 48° 49′ 28″ nord, 3° 05′ 24″ est | ACR0001604 | 2020 | Image manquante Téléverser                  |
| Lycée François-Couperin                     | Fontainebleau       | Route Hurtault                | 48° 23′ 59″ nord, 2° 41′ 12″ est | ACR0001605 | 2021 | Lycée François-Couperin                     |
| Église Notre-Dame-des-Roses                 | Grisy-Suisnes       | Rue de la Légalité            | 48° 41′ 08″ nord, 2° 39′ 51″ est | ACR0000731 | 2011 | Église Notre-Dame-des-Roses                 |
| Temple                                      | Lagny-sur-Marne     | 4 avenue de la République     | 48° 52′ 40″ nord, 2° 42′ 03″ est | ACR0000732 | 2011 | Temple                                      |
| Chapelle Saint-François de l'Almont         | Melun               | Avenue du Maréchal-Juin       | 48° 32′ 39″ nord, 2° 40′ 34″ est | ACR0001666 | 2011 | Image manquante Téléverser                  |
| Ermitage Notre-Dame-de-Kazan                | Moisenay            | 2 chemin du Moulin-de-la-Roue | 48° 33′ 19″ nord, 2° 44′ 56″ est | ACR0000733 | 2011 | Ermitage Notre-Dame-de-Kazan                |
| Lycée René-Cassin                           | Noisiel             | 1 avenue Pierre-Mendès-France | 48° 50′ 28″ nord, 2° 36′ 59″ est | ACR0001606 | 2020 | Image manquante Téléverser                  |
| Église Notre-Dame-de-la-Paix                | Villeparisis        | Avenue du Général-de-Gaulle   | 48° 56′ 47″ nord, 2° 36′ 25″ est | ACR0000734 | 2011 | Image manquante Téléverser                  |